# Liste de bases de données des ministères français
La liste de bases de données des ministères français comprend des bases de données du ministère de la Culture, du ministère de l’Environnement, du ministère de l'Éducation nationale, du ministère de la Défense, etc.

## Bases de données du ministère de la Culture
Une partie de ces bases de données sont intégrées dans le moteur de recherche Collections du ministère de la Culture.
| Nom                                | Administration                                                                    | Type          | Description | Dans Collections |
| ---------------------------------- | --------------------------------------------------------------------------------- | ------------- | --- | ---------------- |
| Arcade                             | Service interministériel des archives de France                                   | archives      | histoire des œuvres d'art de 1800 à 1939                                                                             | oui              |
| Archim                             | Archives nationales                                                               | archives      | séries, collections et dossiers documentaires                                                                        | oui              |
| ArchiWebture                       | Institut français d'architecture                                                  | archives      | archives d'architectes                                                                                               |                  |
| Bora                               | Service interministériel des archives de France                                   | archives      | archives privées | oui              |
| Castor                             | Laboratoire de recherche des monuments historiques                                | bibliographie | références bibliographiques du fonds documentaire écrit du LRMH                                                      |                  |
| Image                              | Laboratoire de recherche des monuments historiques                                | images        | photographies des études scientifiques indexés sous Castor                                                           |                  |
| Enluminures                        | Institut de recherche et d'histoire des textes, Service du Livre et de la Lecture | images        | enluminures et décors des manuscrits du Moyen Âge                                                                    | oui              |
| Atlas                              | Musée du Louvre                                                                   | images        | œuvres exposées | oui              |
| Joconde                            | Service des Musées de France                                                      | images        | collections des musées labellisés Musées de France                                                                   | oui              |
| Léonore                            | Archives nationales                                                               | archives      | titulaires de la Légion d’honneur                                                                                    | oui              |
| Malraux                            | Archives nationales                                                               | bibliographie | fonds bibliothèques et centres de documentation du ministère, en particulier des DRAC                                |                  |
| ArchiRès                           | Écoles nationales supérieures d'architecture                                      | bibliographie | architecture |                  |
| Mérimée                            | Inventaire général du patrimoine culturel                                         | archives      | patrimoine architectural français (préhistoire - v. 1970)                                                            | oui              |
| Palissy                            | Inventaire général du patrimoine culturel                                         | archives      | patrimoine mobilier français de la préhistoire à v. 1970 (Thésaurus, Mérimée, Mémoire, Archidoc)                     | oui              |
| Mémoire                            | Inventaire général du patrimoine culturel                                         | images        | archives photos (Mérimée, Palissy, Thésaurus)                                                                        | oui              |
| ArchiDoc                           | Inventaire général du patrimoine culturel                                         | bibliographie | patrimoine monumental français jusqu'au XIXe – XXe siècle (Mérimée et Palissy)                                       |                  |
| Narcisse                           | Direction générale des Patrimoines                                                | images        | peintures de chevalet (dessins, peintures et enluminures)                                                            |                  |
| Ulysse                             | Archives nationales d'outre-mer                                                   | images        | inventaire d’archives publiques et privées                                                                           | oui              |
| Egérie                             | Centre historique des Archives nationales                                         | archives      | index général des fonds d'archives                                                                                   |                  |
| Pausanias                          | Direction de l'Architecture et du Patrimoine                                      | répertoire    | données sur l'ouverture à la visite du patrimoine « immeuble »                                                       |                  |
| PhoCEM                             | Musée des civilisations de l'Europe et de la Méditerranée                         | images        | collections photographiques (depuis 1880)                                                                            | oui              |
| PortEthno                          | Direction générale des Patrimoines                                                | répertoire    | recherches et ressources en ethnologie de la France                                                                  | oui              |
| Priam 3                            | Archives nationales                                                               | archives      | inventaire des versements d'archives, site de Fontainebleau                                                          | oui              |
| VERNIX                             | Cité de la musique - Philharmonie de Paris                                        | bibliographie | Base de recettes anciennes de vernis de luthiers et facteurs d'instruments                                           |                  |
| Vocabulaires - Thésaurus           | Inventaire général du patrimoine culturel                                         | répertoire    | description scientifique des œuvres architecturales et mobilières (fr, en, it)                                       |                  |
| Vocabulaires - Sancti              | Inventaire général du patrimoine culturel                                         | répertoire    | thesaurus d'iconographie chrétienne (Enluminures, Arcade, Joconde, Palissy, Mémoire)                                 |                  |
| Vocabulaires - Auteurs             | Inventaire général du patrimoine culturel                                         | répertoire    | architectes, orfèvres (poinçons), peintres verriers du Moyen Âge au XXe siècle (Mérimée, Palissy)                    |                  |
| Muséofile                          | Service des Musées de France                                                      | répertoire    | établissements labellisés Musées de France                                                                           |                  |
| Trouvtou                           | Direction générale des Patrimoines                                                | répertoire    | liaison des bases de données sur tout le patrimoine « immeuble »                                                     |                  |
| FranceTerme                        | Délégation générale à la langue française et aux langues de France                | terminologie  | banque de données terminologiques des néologismes avalisés par la Commission d'enrichissement de la langue française |                  |
| Daguerre                           | Bibliothèque nationale de France                                                  | images        | banque d'images et agence photographique                                                                             |                  |
| Mandragore                         | Bibliothèque nationale de France                                                  | images        | iconographies du département des Manuscrits                                                                          |                  |
| Fnac                               | Centre national des arts plastiques                                               | images        | Œuvres en ligne de la collection de l'État (1981 à 2009)                                                             | oui              |
| Gallica                            | Bibliothèque nationale de France                                                  | bibliographie | bibliothèque numérique                                                                                               | oui              |
| MédiateK                           | Médiathèque de l'architecture et du patrimoine                                    | archives      | rapports, plans, photos (+ lien Mérimée, Palissy, Mémoire)                                                           | oui              |
| Photo RMN                          | Réunion des musées nationaux - Grand Palais                                       | images        | banque d'images et agence photographique                                                                             | oui              |
| Curia                              | Centre de recherche du château de Versailles                                      | personnes     | officiers des maisons royales de l'État de la France (XVIIe – XVIIIe siècle)                                         |                  |
| Hortus                             | Centre de recherche du château de Versailles                                      | répertoire    | écrits sur les grands jardins d'Europe à l’époque moderne                                                            |                  |
| Versailles Décor sculpté extérieur | Centre de recherche du château de Versailles                                      | images        | photographies et documents d'ornements du château de Versailles et de Trianon                                        |                  |
| khartasia                          | Centre de recherche sur la conservation des collections du CNRS, MNHN             | répertoire    | fiches descriptives des plantes à papiers (Chine, Corée, Japon...)                                                   |                  |

## Bases de données des autres ministères
| Nom                | Service                                                | Ministère                                                         | Type          | Description                                                                                     |
| ------------------ | ------------------------------------------------------ | ----------------------------------------------------------------- | ------------- | ----------------------------------------------------------------------------------------------- |
| Isidore            | Commissariat général au développement durable          | Ministère de l'Écologie, du Développement durable et de l'Énergie | bibliographie | notices + documents de recherche récents en texte intégral, domaines de compétence du ministère |
| Témis              | Commissariat général au développement durable          | Ministère de l'Écologie, du Développement durable et de l'Énergie | bibliographie | base de données du CRDD + documents en texte intégral du fonds patrimonial du ministère         |
| Mnémosyne          | Musée national de l'Éducation (Rouen)                  | Ministère de l'Éducation nationale                                | images        | collections conservées par le musée                                                             |
| Emmanuelle         | Service d'histoire de l'éducation                      | Ministère de l'Éducation nationale                                | répertoire    | éditions des manuels scolaires publiés en France depuis 1789                                    |
| Mémoire des hommes | Direction de la mémoire, du patrimoine et des archives | Ministère de la Défense                                           | archives      | données des soldats                                                                             |
| Sycomore           | Assemblée nationale                                    |                                                                   | archives      | députés français depuis 1789                                                                    |